# Falkwiller
Falkwiller – miejscowość i gmina we Francji, w regionie Grand Est, w departamencie Górny Ren.
Według danych na rok 1990 gminę zamieszkiwały 174 osoby, 49 os./km².